# Гущина Юлія Олександрівна
Юлія Олександрівна Гущина (рос. Юлия Александровна Гущина, нар. 4 березня 1983) — російська легкоатлетка, срібна олімпійська медалістка.
З 15 квітня 2023 року перебуває під санкціями РНБО, строком на п'ятдесят років, за антиукраїнську діяльність.

## Виступи на Олімпіадах
| Олімпіада   | Дисципліна              | Місце                  |
| ----------- | ----------------------- | ---------------------- |
| Пекін 2008  | біг на 400 метрів       | 4                      |
| Пекін 2008  | естафета 4 x 100 метрів | Золото дискваліфікація |
| Пекін 2008  | естафета 4 x 400 метрів | Срібло дискваліфікація |
| Лондон 2012 | біг на 400 метрів       | 4 h1 r2/3              |
| Лондон 2012 | естафета 4 x 400 метрів | Срібло дискваліфікація |

У серпні 2015 року розпочалися повторні аналізи на виявлення допінгу зі збережених зразків з Олімпійських ігор у Пекіні 2008 року та Лондоні 2012 року.
Перевірка зразків з Пекіна 2008 року партнерки Юлії Гущиної з естафетного бігу на пекінській олімпіаді — Юлії Чермошанської призвела до позитивного результату на заборонені речовини — станозололу та дегідрохлорметилтестостерону (мастабалу). Рішенням дисциплінарної комісії Міжнародного олімпійського комітету від 16 серпня 2016 року вона була дискваліфікована з Олімпійських ігор в Пекіні 2008 року і позбавлена золотої олімпійської медалі. Разом з нею була дискваліфікована і втратила золоті медалі вся жіноча збірна Росії з естафетного бігу 4×100 метрів на пекінській олімпіаді. Також Юлія Гущина та вся російська команда була позбавлена срібної медалі в естафеті 4×400 через позитивні допінг-проби Тетяни Фірової та Анастасії Капачинської.
У 2017 році рішенням МОК була позбавлена срібної нагороди Олімпійських ігор 2012 року в естафеті 4×400 м через дискваліфікацію російської команди після виявлення в пробах Антоніни Кривошапки допінгу.